# Walsinghamiella
Walsinghamiella là một chi bướm đêm thuộc họ Pterophoridae.

## Các loài
- Walsinghamiella eques (Walsingham, 1891)
- Walsinghamiella illustris (Townsend, 1958)